# Morro do Pilar
Morro do Pilar là một đô thị thuộc bang Minas Gerais, Brasil. Đô thị này có diện tích 476,473 km², dân số năm 2007 là 3474 người, mật độ 7,6 người/km².